# Spanje op het Eurovisiesongfestival 1983
Spanje nam deel aan het Eurovisiesongfestival 1983 in München (Duitsland). Het was de 23ste deelname van het land aan het festival.

## Selectieprocedure
Net zoals de voorbije jaren koos de TVE ervoor om de kandidaat intern te selecteren.
Men koos voor de Spaanse zangeres Remedios met het lied ¿Quién maneja mi barca?.

## In München
In München moest Spanje optreden als 7de, net na Turkije en voor Zwitserland. Op het einde van de puntentelling hadden ze 0 punten verzameld, goed voor een 19de plaats.
Nederland had geen punten over voor Spanje en België ook geen.

### Gekregen punten

#### Finale
| 12 punten | 10 punten | 8 punten | 7 punten | 6 punten |
| --------- | --------- | -------- | -------- | -------- |
|           |           |          |          |          |
| 5 punten  | 4 punten  | 3 punten | 2 punten | 1 punt   |
|           |           |          |          |          |

### Punten gegeven door Spanje

#### Finale
Punten gegeven in de finale:
| 12 punten | Griekenland |
| 10 punten | Joegoslavië |
| 8 punten  | België      |
| 7 punten  | Luxemburg   |
| 6 punten  | Israël      |
| 5 punten  | Portugal    |
| 4 punten  | Denemarken  |
| 3 punten  | Italië      |
| 2 punten  | Zweden      |
| 1 punt    | Zwitserland |

1961 · 1962 · 1963 · 1964 · 1965 · 1966 · 1967 · 1968 · 1969 · 1970 · 1971 · 1972 · 1973 · 1974 · 1975 · 1976 · 1977 · 1978 · 1979 · 1980 · 1981 · 1982 · 1983 · 1984 · 1985 · 1986 · 1987 · 1988 · 1989 · 1990 · 1991 · 1992 · 1993 · 1994 · 1995 · 1996 · 1997 · 1998 · 1999 · 2000 · 2001 · 2002 · 2003 · 2004 · 2005 · 2006 · 2007 · 2008 · 2009 · 2010 · 2011 · 2012 · 2013 · 2014 · 2015 · 2016 · 2017 · 2018 · 2019 · 2020 · 2021 · 2022 · 2023 · 2024 · 2025